# Geisa (település)
Geisa település Németországban, azon belül Türingiában. Lakosainak száma 4807 fő (2023. december 31.). Geisa Gerstengrund, Schleid (Rhön) és Dermbach községekkel határos.

## Népesség
A település népességének változása:
| Lakosok száma | 4733 | 4754 | 4777 | 4823 | 4807 |
|               | 2017 | 2019 | 2021 | 2022 | 2023 |